# Bolek i Lolek w Europie
Bolek i Lolek w Europie – serial animowany dla dzieci produkcji polskiej zrealizowany w latach 1983-1986. Ostatni cykl o przygodach Bolka i Lolka oraz jedna z trzech serii przygód Bolka i Lolka posiadająca dialogi.

## Opis fabuły
Serial opowiada o kolejnych przygodach dwóch bohaterów – Bolka i Lolka, którzy wyruszają w podróż po całej Europie i odwiedzają państwa takie jak Włochy, Hiszpania czy Finlandia.

## Twórcy
- Reżyseria: Stanisław Dülz, Marian Cholerek
- Scenariusz: Leszek Mech, Bronisław Zeman
- Opracowanie plastyczne: Stanisław Dülz
- Muzyka: Waldemar Kazanecki

## Spis odcinków
- odc. 1. Duch zamku lorda MacIntosha – reż. Bronisław Zeman
- odc. 2. W królestwie Posejdona – reż. Marian Cholerek
- odc. 3. W Hiszpanii – reż. Stanisław Dülz
- odc. 4. Wyścig renów – reż. Marian Cholerek
- odc. 5. Pod kraterem – reż. Romuald Kłys

## Obsada
- Ilona Kuśmierska – Bolek
- Danuta Przesmycka – Lolek

Dialogi: Leszek Mech, Andrzej Orzechowski